# Ferrocarriles Bielorrusos
Ferrocarriles Bielorrusos (en bielorruso: Беларуская Чыгунка, Belaruskaya Chyhunka, БЧ; en ruso: Белорусская железная дорога, Belorusskaja Železnaja Doroga.) es la empresa estatal que gestiona el transporte ferroviario en Bielorrusia. Fue fundada en 1992 tras la extinción de Ferrocarriles Soviéticos y tiene su sede en la capital, Minsk. En 2005 la empresa empleaba a 112 173 trabajadores.

## Historia
La compañía fue formada en 1992 después de la disolución de la Unión Soviética y es una de las herederas de la empresa nacional soviética Ferrocarriles Soviéticos. Administra 5 512 kilómetros de vías férreas con 1.520 mm de ancho ruso. La estación más importante del ferrocarril es Minsk Passazhirsky, la estación central de la capital. 
BCh —siglas romanizadas de la empresa, que en realidad son BČ o BŽD— está sometida al Ministerio de Transporte bielorruso y a partir de 2010 se componía de 84 organizaciones; 46 empresas, 38 instituciones y siete fábricas/plantas. La red ferroviaria se divide en seis departamentos o ramas regionales de Minsk, Baranovichi, Brest, Gomel, Mogilev y Vitebsk.
La compañía fue incluida en las listas de sanciones de Canadá en noviembre de 2022 y Ucrania en enero de 2023, respectivamente. Canadá también impuso sanciones contra Vladimir Morozov, el jefe de los Ferrocarriles de Bielorrusia, al igual que lo hicieron luego la Unión Europea, Suiza, Ucrania, Australia y Nueva Zelanda.